# Ischnura hastata
Ischnura hastata (лат.) — вид мелких стрекоз рода Ischnura из семейства стрелок (Coenagrionidae).

## Распространение
Северная Америка, Южная Америка.

## Описание
Стрекозы мелкого размера, длина от 20 до 27 мм. Хотя в целом для стрекоз партеногенез, или развитие из неоплодотворённых яиц нехарактерно, это явление впервые был обнаружено в природе только у стрекозы Ischnura hastata и только в одной из популяций на Азорских островах.
- Ischnura hastata
- Самка

## Систематика
Вид был впервые описан в 1839 году американским энтомологом Томасом Сэем.